# اصغر میرخدیوی
سید علی‌اصغر میرخدیوی مداح (۱۳۰۲–۱۳۷۲) بازیگر تئاتر، نویسنده، شاعر، کارگردان، و طنزپرداز ایرانی بود. او برای حفظ لهجه مشهدی کوشید. به او لقب «بابای لهجهٔ مشهدی» دادند.
میرخدیوی در ۱۳۰۲ در مشهد متولد شد. به گفتهٔ دخترش، از ۶ سالگی در بقالی کار کرده و در ۸ سالگی از پدرش جدا شده و نزد مادرش زندگی کرده‌است. تحصیلاتش را تا کلاس ششم ادامه داده و به عنوان شاگرد کفاش کار می‌کرده‌است. خانوادهٔ مادرش «مهمان‌دوست» بودند و میرخدیوی به واسطهٔ همین مهمانی‌ها و شب‌نشینی‌ها به بازیگری علاقه‌مند شد چرا که به تشویق فامیل برای جمع‌های خانوادگی نمایش می‌نوشته و اجرا می‌کرده‌است. در ۱۳۲۴ ازدواج کرد و سپس به سربازی اعزام شد. پس از اتمام سربازی، به استخدام ادارهٔ فرهنگ درآمد. از سال ۱۳۳۲ که رادیو مشهد تأسیس شد، نویسنده و مجری برنامه‌های رادیویی شد. سال‌ها نقش «عمه‌خانم»، زنی که با لهجهٔ مشهدی حرف می‌زند، را در رادیو ایفا کرد. او همچنین از اواسط دههٔ ۱۳۳۰ در تئاتر ملی مشهد و تئاتر گلشن مشغول بود. «عشق میهن» از جمله نمایش‌هایی است که او کار کرد. جز کار روزانه در ادارهٔ فرهنگ، در مدرسهٔ دخترانهٔ شاه‌دخت، تایپ و ماشین‌نویسی تدریس می‌کرد و سپس به رادیو و تئاتر گلشن می‌رفت. سناریوی ناخدا با خدا از نوشته‌های اوست. میرخدیوی در ۳۰ آذر ۱۳۷۲ بر اثر سکته قلبی درگذشت و در حرم امام رضا دفن شد.
کشکول خنده، جُنگ خنده، رؤیای جوانی و غم پیری، نمک و نمکدان، حاضرجوابی‌های شیرین، و ۳۰ سال پشت صحنه تئاتر از آثار اوست که در دوران بازنشستگی تألیف کرد. ترانهٔ «ماه پیشانو» — شناخته‌شده‌ترین ترانهٔ اجراشده توسط دریا دادور — از سروده‌های میرخدیوی است.